# Testemunhas de Jeová no Brasil
De acordo dados do Censo de 2010 do IBGE, existiam 1 392 208 Testemunhas de Jeová no Brasil, que se distribuem em 11.911 congregações. O Brasil é na atualidade um dos países com maior número de Testemunhas de Jeová. Em 2016, foram feitos 32 978 batizados no país. No evento da Comemoração da Morte de Cristo estiveram presentes 1 799 512 pessoas. Foram realizados 916 992 estudos Bíblicos pelas Testemunhas no Brasil. Foram dedicadas 182 262 093 horas na pregação das Boas Novas no país.
As reuniões das Testemunhas de Jeová já ultrapassam uma média de um milhão de pessoas presentes ao ano, sendo que 1 799 512 pessoas estiveram presentes em sua principal reunião anual de 2016, a Comemoração da Morte de Cristo. Os Estados com maior número de Testemunhas de Jeová são: São Paulo, Minas Gerais, Rio de Janeiro, Bahia e Rio Grande do Sul.

## História

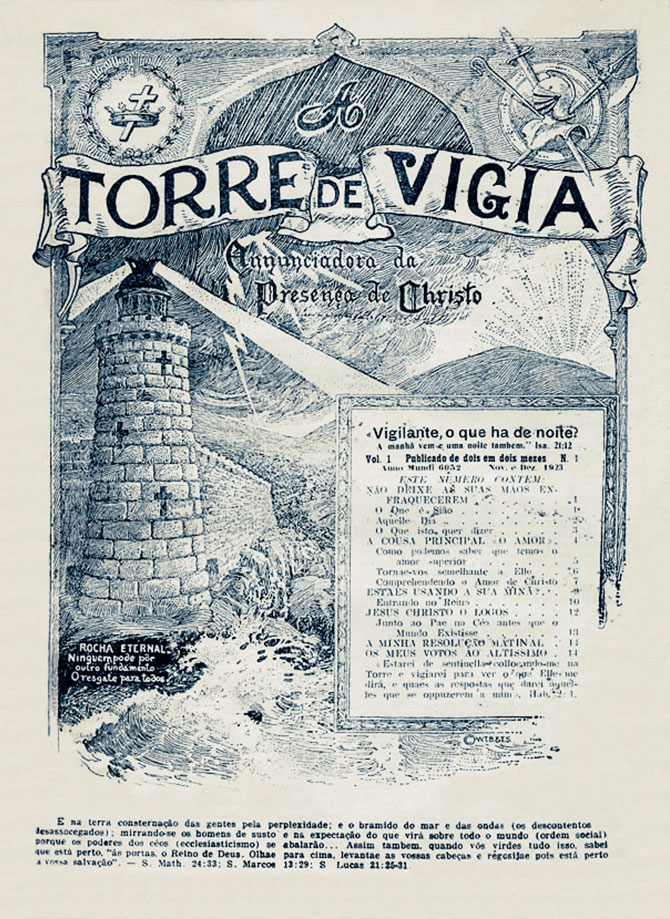
A Torre de Vigia (1923)

O primeiro registro de alguém interessado nas publicações das Testemunhas de Jeová (data de 1899), quando Sarah Bellona Ferguson recebeu um número de The Watchtower pelo correio, provavelmente enviado pelo seu irmão, Erasmus Fulton Smith. O início da pregação organizada das Testemunhas de Jeová no Brasil é desde 1920, quando oito jovens marinheiros brasileiros, na cidade de Nova York, ficaram interessados nas reuniões dos Estudantes da Bíblia. Quando voltaram ao Brasil, eles continuaram a se reunir e a falar a outros sobre o que haviam aprendido. Poucos anos depois, George Young foi enviado ao Brasil, e as publicações passaram a ser traduzidas e impressas em português. Em 1923, foi aberta no Rio de Janeiro uma congênere da Sociedade Torre de Vigia de Bíblias e Tratados (dos Estados Unidos).
A convite de Joseph F. Rutherford, então presidente da Sociedade Torre de Vigia (nos Estados Unidos) em 1936, chegou ao Brasil Alston Yuille, para ajudar as Testemunhas a tirar proveito mais pleno das provisões da Associação Mundial das Testemunhas de Jeová.  Três anos depois, Otto Estelmann e Erich Kattner foram enviados da Europa para servir como pioneiros. Em 1945, chegaram dois missionários da primeira turma da Escola de Gileade: Charles D. Leathco e Harry Black.
O serviço foi intenso e em 1948 já havia 1.000 Testemunhas de Jeová no Brasil. Esse grupo aumentou rapidamente para 10 mil, em 1957, e para 50 mil, em 1968. O Lar de Betel e a gráfica foram ampliados, e em 1968, Betel mudou do Rio de Janeiro para prédios maiores em São Paulo.
A perspectiva de imprimir numa rotativa tipográfica constituiu um novo desafio. A rotativa, completamente desmontada, chegou em dezembro de 1972, em 47 grandes caixas, algumas delas pesando até seis toneladas. Em 1973, chegou uma segunda rotativa tipográfica, com capacidade de impressão similar à da primeira: 12 500 revistas por hora. Desde então, instalaram-se mais rotativas com capacidade de imprimir em quatro cores. De modo que, no decorrer dos anos, foi possível satisfazer a demanda de publicações bíblicas. Hoje o Brasil imprime publicações em Português, espanhol, inglês e em outros idiomas nativos. Algumas publicações são direcionadas a países da América Latina e países da África que falam o Português, Inglês e Espanhol.

## Denúncias de abuso sexual de menores
Entre 2019 e 2020, a 3ª Promotoria de Justiça Criminal de São Paulo conduziu uma investigação para apurar denúncias de abuso sexual contra crianças e adolescentes em congregações das Testemunhas de Jeová. A congregação religiosa também era investigada por tentar constranger as vítimas e impedir que denúncias fossem feitas à polícia. A investigação segue em segredo de justiça. Porém, não há provas disso

## Filantropia

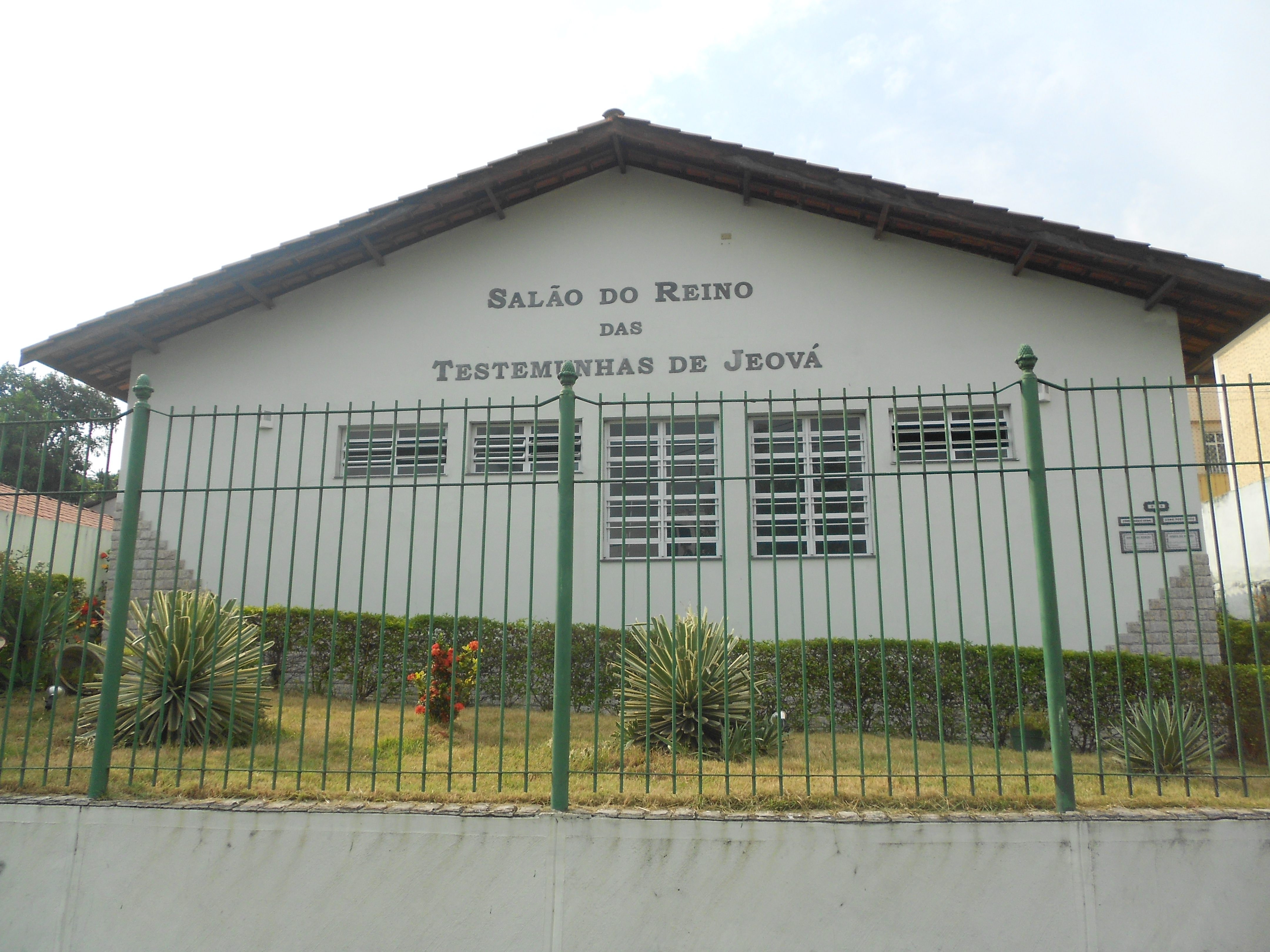
Salão do Reino das Testemunhas de Jeová em Vigário Geral, Rio de Janeiro, Brasil.

Ressalta-se o trabalho voluntário realizado com os surdos e cegos. Por exemplo, em todo o Brasil, voluntários Testemunhas de Jeová ajudam milhares de surdos, desde a alfabetização na sua primeira língua, como  a LIBRAS, passando pelo idioma escrito, quando se aplica. Traduzem e distribuem Bíblias e outros livros para DVDs em vídeos para distribuição gratuita aos surdos. Tem-se dado atenção especial a estes, oferecendo seu trabalho voluntário como intérpretes em língua de sinais, acompanhando os surdos em escolas, médicos, advogados, entrevista de emprego, etc. Elas têm oferecido também aos familiares e até mesmo colegas de trabalho dos surdos a oportunidade de conhecerem a língua de sinais, e para isso usam DVDs visuais ou outra publicação produzida pelas próprias Testemunhas com o objetivo de facilitar o aprendizado e a inclusão social e espiritual dos surdos à suas famílias e às suas comunidades.[carece de fontes?]

## [12]Testemunhas de Jeová no Brasil - Estatísticas
| N° | UF | Testemunhas de Jeová | %     |
| -- | -- | -------------------- | ----- |
| 1  | SP | 444 968              | 1,08% |
| 2  | BA | 167 900              | 1,20% |
| 3  | MG | 122 514              | 0,63% |
| 4  | RJ | 120 505              | 0,76% |
| 5  | PR | 60 190               | 0,58% |
| 6  | RS | 57 008               | 0,54% |
| 7  | CE | 46 619               | 0,55% |
| 8  | SC | 46 197               | 0,74% |
| 9  | PE | 43 726               | 0,50% |
| 10 | GO | 40 508               | 0,67% |
| 11 | PA | 30 608               | 0,40% |
| 12 | ES | 24 347               | 0,69% |
| 13 | MA | 24 257               | 0,37% |
| 14 | AM | 20 592               | 0,60% |
| 15 | PB | 17 587               | 0,47% |
| 16 | MT | 16 937               | 0,56% |
| 17 | PI | 16 776               | 0,53% |
| 18 | DF | 15 353               | 0,60% |
| 19 | SE | 14 755               | 0,71% |
| 20 | AL | 13 454               | 0,43% |
| 21 | MS | 12 929               | 0,53% |
| 22 | RN | 11 926               | 0,38% |
| 23 | TO | 6 876                | 0,50% |
| 24 | RO | 6 546                | 0,42% |
| 25 | AP | 4 111                | 0,62% |
| 26 | AC | 3 521                | 0,48% |
| 27 | RR | 2 488                | 0,55% |
|    | BR | 1 393 208            | 0,73% |

Fonte do IBGE 2010 :